# Samuel Hoare
Samuel Hoare, 1. viscount Templewood, kendt som Sir Samuel Hoare mellem 1915 og 1944 (24. februar 1880 – 7. maj 1959) var en britisk politiker, som i sin karriere sad på flere vigtige ministerposter.
Således var han minister for Royal Air Force 1922-1924 og igen 1924-1929. 1931-1935 var han minister for Indien og 1935 var han britisk udenrigsminister. Han afgik efter store protester mod ham efter, at en plan for Abessinien, som var udarbejdet af ham og Pierre Laval som da var fransk udenrigsminister, var blevet offentligt kendt. Planen indebar, at Italien fik store landområder i Abessinien (Etiopien). Han var første admiralitetslord 1936-1937 og indenrigsminister 1937-1939. I 1940 blev han atter minister for RAF. Da Winston Churchill udnævntes til premierminister i 1940, mistede Hoare sin ministerpost og blev sendt til Spanien som ambassadør. Hans vigtigste opgave der var at formå Franco at holde sig uden for verdenskrigen, hvilket lykkedes. I 1944 rejste han tilbage til Storbritannien, hvor han blev adlet som viscount Templewood. Efter denne udnævnelse trak han sig tilbage fra politik.
1. ↑  Navnet er anført på engelsk og stammer fra Wikidata hvor navnet endnu ikke findes på dansk.